# Claudionor Provenzano
Claudionor Provenzano (Rio de Janeiro, 9 de maio de 1893 — , 2 de fevereiro de 1965) foi um remador brasileiro.
Trabalhava no comércio e era afiliado ao Club de Regatas Vasco da Gama.
Foi campeão brasileiro na guarnição skiff simples em 1914 e em 1923. Foi onze vezes campeão brasileiro no quatro com entre os anos de 1916 e 1934. Foi campeão sul-americano no Uruguai no quatro sem em 1931. 
Participou dos Jogos Olímpicos de Verão de 1932 em Los Angeles.